# 東京都立深川高等学校
東京都立深川高等学校（とうきょうとりつ ふかがわこうとうがっこう）は、東京都江東区東陽五丁目に所在する都立高等学校。「深高」の通称で呼ばれている。

## 設置学科
- 普通科
  - 外国語コース

## 概要
第一東京市立高女以来の伝統を汲む。
2005年度より都の重点支援校に指定され、2006年度より学力上位層を対象とした特進クラスが1学級設けられた。特進クラスは入試の成績上位者から選抜されている。また英語を重点的に学ぶ外国語コースが2学級設置されている（入試時に外国語コースとして選抜。2015年度より、一般入試は、国語・数学・英語の3教科受験から理科・社会も加えた5教科受験へ変更）。近年入試倍率は上昇傾向である。
放課後には予備校のサテライン講座が受けられるほか、大学生によるチューター制度、土曜日授業の導入、勉強合宿の実施など、近年大学受験指導を重視した校内改革が進んでいる。夏休みには、希望者を対象としたオーストラリア語学研修を実施している。

## 沿革
- 1924年 - 第一東京市立高等女学校として設立。
- 1930年 - 現在地に校舎竣工。
- 1948年 - 学制改革により、東京都立深川女子新制高等学校となる。
- 1950年 - 東京都立深川高等学校と改称。男女共学開始。
- 1952年 - 学区合同選抜制度導入。
- 1967年 - 学校群制度導入、東と63群を組む。
- 1967年 - 東京メトロ東西線が大手町駅から延伸開通、最寄駅に当たる東陽町駅が開業。
- 1982年 - グループ合同選抜制度導入。東・城東・江戸川・小岩・小松川・葛西南・篠崎の各校と62グループを組む。
- 1994年 - 単独選抜導入。
- 2006年 - 普通科に特進クラスを設置。
- 2007年 - 定時制閉課。

## 最寄駅
- 東京メトロ東西線東陽町駅

## 学園祭
- 深高祭と呼ばれ、毎年9月下旬に行われている。

## 著名な卒業生
- えんどうてつや（アニメ監督・演出家・脚本家・音響監督）
- 五月みどり（女優）
- 6代目三遊亭円楽（元・三遊亭楽太郎）（落語家）
- 鈴木光枝（女優）
- 田向正健（脚本家）
- 前田裕二（SHOWROOM社長）
- 峰田大暉(美容師)